# Zhang Chu
Zhang Chu (chino: 张楚, pinyin: Zhang Chǔ) (nacido el 11 de noviembre de 1968) es un cantante y músico chino, nació en Xi'an, Shaanxi.
Fue cariñosamente llamado por su público como "el más solitario cantante y poeta", Zhang Chu ha seguido siendo la figura prominente de la escena del rock en China, a pesar de no lanzar un nuevo álbum desde 1997. De hecho, sus composiciones continúa siendo sollicitados con frecuencia por toda una nueva generación de jóvenes chinos, aunque pocos parecen comprender lo que realmente es su significado.

## Carrera
Zhang Chu, es uno de los intérpretes que ha promovido el género folk rock desde 1992, a través desde el primer lanzamiento de su primer tema musical titulado "Sister". La canción cuenta la historia oscura de un abuso familiar y la represión a través de los ojos de un niño. Las repetidas exclamaciones de "Sister", es de que "Quiero irme a casa". Esta canción escrita por el mismo, hizo que se convirtiera en un éxito instantáneo en la China continental, con su influencia que se fue extendiendo en otras regiones y países de habla china. El propio Zhang Chu, confesó años después, de que esta canción lleva un matiz político que pocos parecían detectar. Según el criterio del cantautor, "El socialismo es bueno", refiriéndose a una excavación de lengua en la mejilla al "Gobierno del Pueblo".
En 1993 fue lanzado su primer álbum de Zhang Chu titulado "A Heart cannot Fawn" o "Un corazón no puede cervatillo". Esta es una colección de sus primeras composiciones de Zhang (todos escritos antes de 1990), aunque más de la mitad de sus canciones fueron reeditadas por otros cantantes. Sin embargo, la originalidad de Zhang es único. En temas como "BPM".

## Discografía
- 1992 Sister (姐姐)  in China Fire I (中国火壹)
- 1993 A Heart Cannot Fawn (一颗不肯媚俗的心)
- 1994 "Shameful being Left Alone" (official title) AKA "Loners are disgraceful"(孤独的人是可耻的)
- 1995 My Eyelashes Are Almost Blown Away By The Wind in A Tribute To Zhang Ju (zaijian 张炬)
- 1996 Known (认识了) in China Fire II (中国火贰)
- 1997 Aeroplane Factory (造飞机的工厂)
- 1998 So Big (这么大) in China Fire III (中国火叁)